# Zaberns Bildbände zur Archäologie
Zaberns Bildbände zur Archäologie ist eine populärwissenschaftliche, archäologisch-kulturgeschichtlich ausgerichtete Sachbuchreihe ehemals des Verlages Philipp von Zabern, heute der Verlag Philipp von Zabern in Wissenschaftliche Buchgesellschaft.

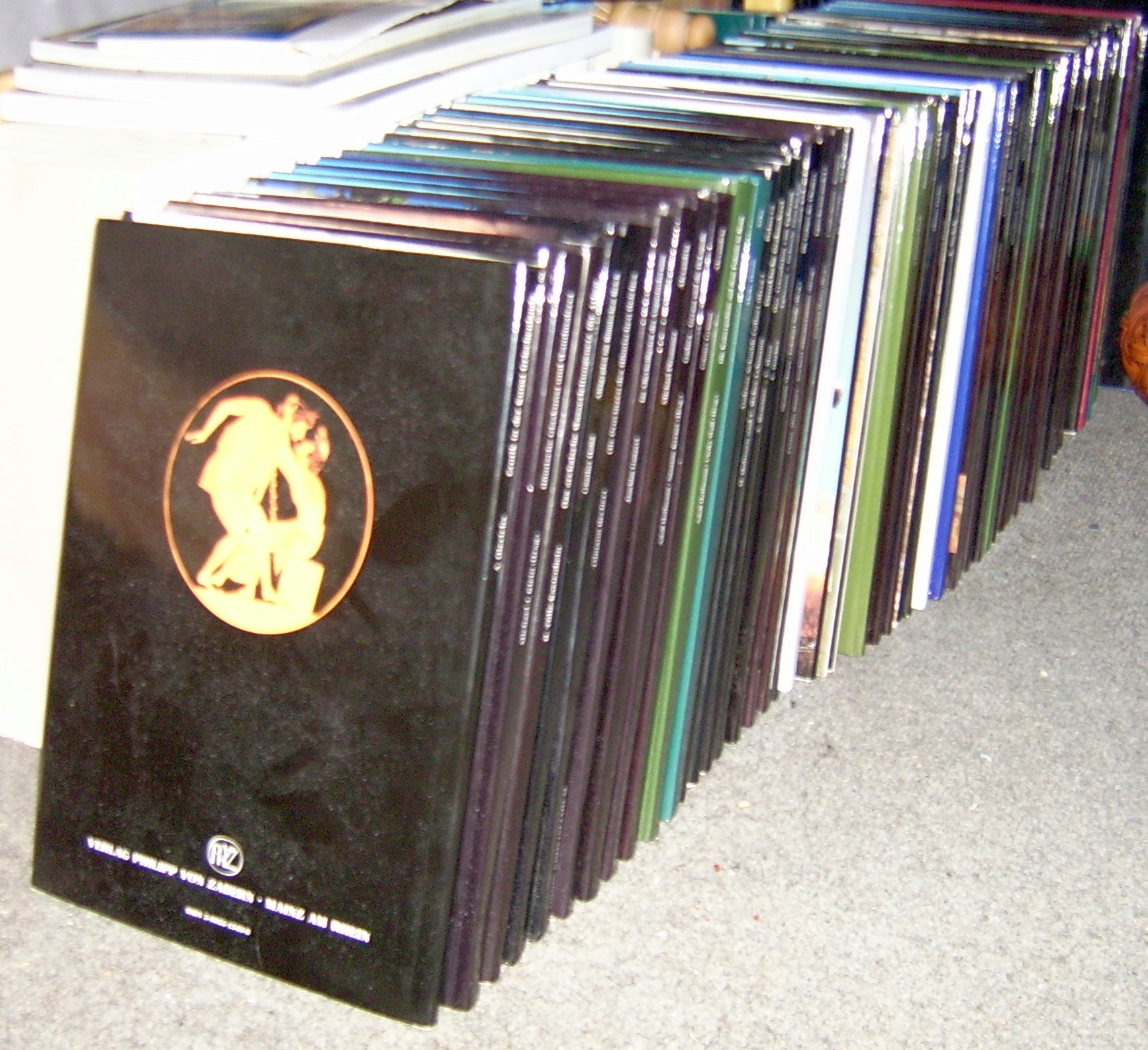
Diverse Bände der Reihe

Nachdem der Zabern-Verlag zum Jahr 1990 die Zeitschrift Antike Welt übernommen hatte, wurden die Bildbände zunächst als Hardcoverausgaben der broschierten Sondernummern der Antiken Welt veröffentlicht. Inhaltlich waren beide Reihen identisch, wobei ein massiver Preisvorteil bei den Sonderheften lag und ein zum Teil deutlicher Verzug zwischen dem Erscheinen der broschierten und der Hardcoverausgabe bestand. Erster Band war 1992 Leo Trümpelmanns Zwischen Persepolis und Firuzabad. Gräber, Paläste und Felsreliefs im alten Persien, das etwa ein Jahr nach dem Sonderheft erschien. Zunächst wurden die Bände fortlaufend nummeriert, auf die Nummerierung wurde jedoch rasch vollständig verzichtet. Mittlerweile (Anfang 2019) sind mehr als 180 Bildbände erschienen, inklusive der Sondernummern seit 1973 sogar mehr als 200.
Ab Mitte der 1990er Jahre wurde die Trennung zwischen Sonderheften und Bildbänden mehr und mehr aufgegeben. Die Sonderhefte wurden nun ebenfalls als Hardcover veröffentlicht. Eine Zeit lang behielt der Verlag noch einen kleinen Unterschied bei, indem die teureren Bildbände mit einem Schutzumschlag versehen waren, während auf den Sonderheften nur das Motiv des Schutzumschlages aufgedruckt war. Mittlerweile findet eine Unterscheidung nicht mehr statt; die Reihenbände tragen seit 1999 zusätzlich in der Titelei den Hinweis „Sonderbände der ANTIKEN WELT“. Zusätzlich gibt es seit 2015 eine neue Reihe von Sonderheften der Antiken Welt, deren Buchveröffentlichungen außerhalb der Reihe der Bildbände erscheinen.
Die Bildbände umfassen alle Bereiche der Archäologie, aber auch die Kulturgeschichte. Dabei können Bücher einzelne Städte oder Landschaften porträtieren (Petra, Garamanten, Latmos, Troja, mindestens ein Drittel der seit 1973 erschienenen Hefte und Bände), einzelne archäologische Denkmäler (Artemision von Ephesos, Koloss von Rhodos), Museen und Sammlungen vorstellen (Albertinum, Saalburgmuseum, Roemer- und Pelizaeus-Museum) oder sich einem bestimmten Thema widmen (Salben und Schminken in der Antike, Erotik in der antiken Kunst, Massenunterhaltung im antiken Rom, das archaische Wasserleitungsnetz für Athen, Unterwasserarchäologie). Des Weiteren werden vereinzelt auch biografisch orientierte Arbeiten bestimmter antiker Personen publiziert (Nefertari, Hannibal, Trajan, Hadrian). Auch Bände zu den Jubiläen des Deutschen Archäologischen Instituts und der Deutschen Orient-Gesellschaft erschienen in der Reihe. Von 1999 bis 2009 erschien zudem die Unterreihe Orbis Provinciarum, die sich mit den einzelnen Provinzen des Römischen Reiches beschäftigte.
Die Bücher sind meist allgemeinverständlich geschrieben und richten sich an Studenten und Laien. Früher gehörten auch Wissenschaftler zur Zielgruppe; manche Bände sind heute noch die einzigen Aufarbeitungen bestimmter archäologischer Themengebiete im deutschsprachigen Raum. Die Autoren sind immer noch größtenteils ausgewiesene Fachleute in ihrem Themengebiet. Mit der optischen Überarbeitung der Reihe Mitte der 2000er Jahre wurde jedoch der wissenschaftliche Anspruch zugunsten einer populärwissenschaftlichen Ausrichtung weitgehend zurückgestellt. Als Indiz hierfür kann das Weglassen von Belegen durch Fußnoten gelten; in jüngeren Bänden sind jedoch teilweise auch wieder umfangreiche Fußnotenapparate vorhanden.